# Uznana reguła techniczna
Uznana reguła techniczna – postanowienie techniczne uznawane przez większość ekspertów za odpowiadające poziomowi technicznemu.